# 莱斯皮格的维纳斯
莱斯皮格的维纳斯（法語：Venus de Lespugue）是一尊出土于法国的维纳斯雕像，是距今约2.6至2.4万年前旧石器时代的产物。现藏于巴黎人類博物館。

## 发现
Renéde Saint-Périer（1877-1950）在法国西南部比利牛斯山脚下的莱斯皮格的里多（Rideaux）洞穴中发现了该石像。石像属于帕里果特文化时期。